# 콘서트 포 방글라데시

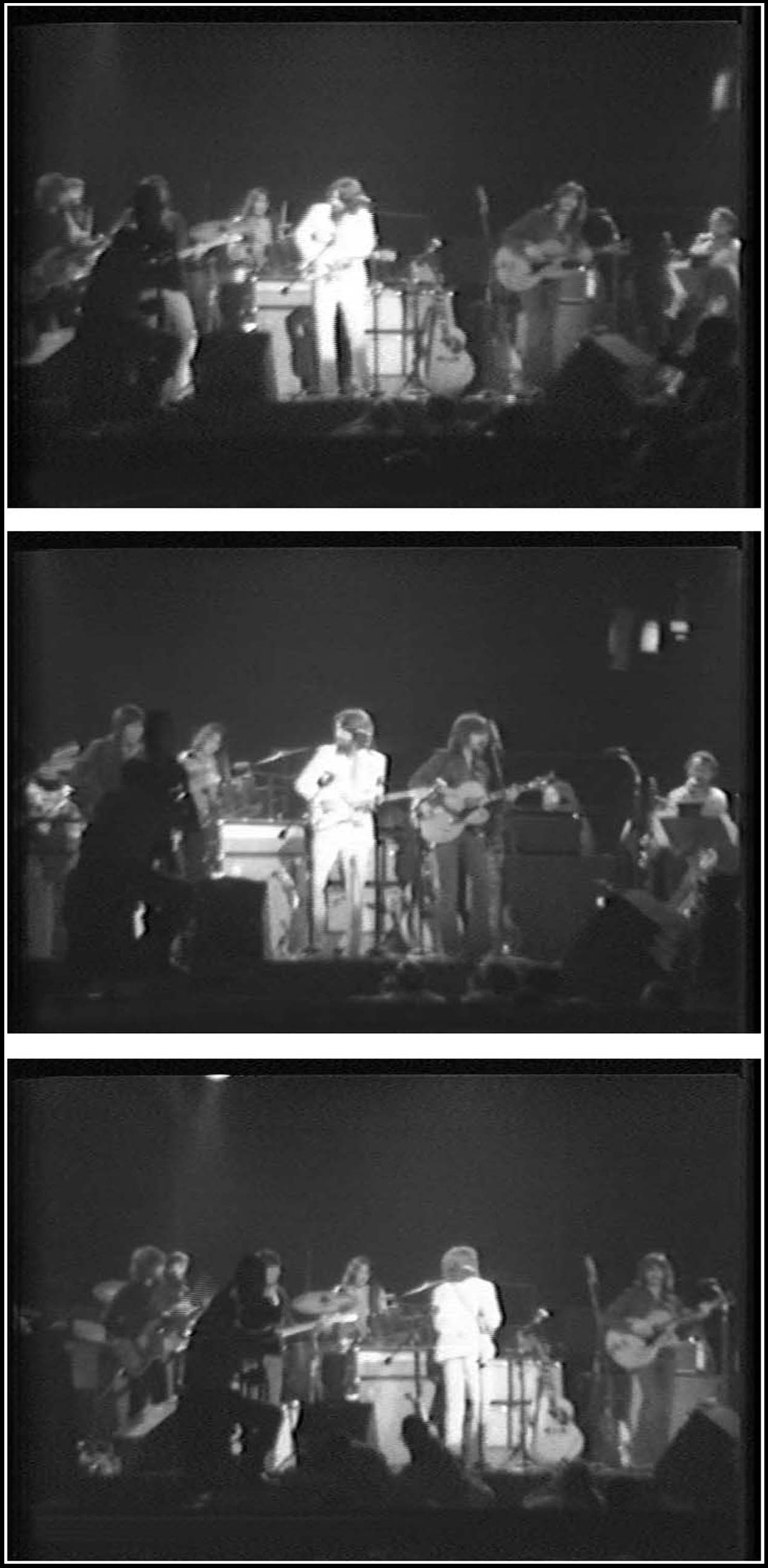

콘서트 포 방글라데시(영어: The Concert for Bangladesh, 방글라데시를 위한 콘서트)는 전 비틀즈의 리드 기타리스트인 조지 해리슨과 인도의 시타르 연주자 라비 샹카르에 의해 조직된 자선 콘서트였다. 1971년 8월 1일 일요일 오후 2시 30분과 8시에 뉴욕의 매디슨 스퀘어 가든에서 방글라데시 독립 전쟁 관련 대량학살에 따른 동파키스탄 난민들에 대한 국제적 인식을 높이고 구호 자금을 지원하기 위해 열렸다. 콘서트는 베스트셀러 라이브 음반, 박스형 3 레코드 세트, 1972년 봄에 극장에서 개봉한 애플 코어의 콘서트 다큐멘터리가 그 뒤를 이었다.
이 행사는 해리슨, 전 비틀즈의 드러머 링고 스타, 밥 딜런, 에릭 클랩튼, 빌리 프레스턴, 리언 러셀, 밴드 배드핑거 등이 포함된 초특급 공연단이 참가했다. 또한 방글라데시에 조상의 뿌리를 둔 샹카르와 알리 아크바르 칸은 인도 고전 음악의 오프닝 무대를 선보였다. 이번 공연에는 총 4만 명이 참석했으며, 유니세프가 주관한 방글라데시 구호물품에는 초기 게이트 영수증이 25만 달러 가까이 올랐다.
뮤지션들을 쉽게 모은 후 해리슨은 음반업계가 공연자들에게 무대를 나눠줄 수 있는 권리를 공개하도록 하는 것이 매우 어렵다는 것을 알게 되었고, 음반과 영화로부터 모금된 수백만 달러가 몇 년 동안 국세청 세금 에스크로 계좌에 묶여 있었지만, 콘서트 포 방글라데시는 매우 성공적이고 부풀려진 것으로 인식되고 있다. 인도주의적 지원 프로젝트와 함께 의식과 상당한 자금을 창출하고 라이브 에이드와 같이 이어지는 프로젝트에 귀중한 교훈과 영감을 제공했다.
1985년까지 《The Concert for Bangladesh》 라이브 음반과 영화로부터 모금된 수익을 통해 약 1,200만 달러가 방글라데시로 보내졌고, 이 영화의 라이브 음반과 DVD 발매는 유니세프를 위한 조지 해리슨 기금에 계속해서 이익을 주고 있다. 몇 십 년이 지난 후, 샹카르는 이 행사의 압도적인 성공에 대해 다음과 같이 말하곤 했다. "하루만에, 전 세계가 방글라데시의 이름을 알게 되었습니다. 환상적인 행사였어요."